# Patachou
Patachou, de artiestennaam van Henriette Ragon (Parijs, 10 juni 1918 – Neuilly-sur-Seine, 30 april 2015), was een Frans zangeres en actrice.
Samen met haar man begon zij een patisserie in de Parijse wijk Montmartre, met als specialiteit 'pâtes à choux' (een soezendeeg). Hieraan ontleende zij haar artiestennaam, waarvan de uitspraak gelijk is aan die van het genoemde gebak. Patachou werd beroemd door haar gepassioneerde vertolkingen van de chansons van Georges Brassens. Ook heeft ze samen gezongen met Léo Ferré en Mick Micheyl.
Na een aantal baantjes begon ze in 1948 een cabaret-restaurant in Montmartre, waar zij zelf zong, eerst voor haar eigen plezier. Nadat zij in haar restaurant een aantal liedjes gezongen had, die Georges Brassens voor haar geschreven had, besloot deze laatste ze ook zelf uit te gaan voeren, en trad hij in 'Chez Patachou' voor het eerst op. Haar rauwe en originele stem verleidde Maurice Chevalier, die haar aanmoedigde om verder te gaan. Ook andere nu legendarische chansonniers maakten hun debuut bij haar, Jacques Brel en Charles Aznavour, en Édith Piaf had haar laatste optreden in Patachou's cabaret. De roem volgde al snel, en ze begon op te treden in andere Parijse theaters, zoals ABC en Bobino, en daarna toerde ze door Frankrijk en de rest van de wereld: in 1953 en het Palladium in Londen, en het Waldorf-Astoria Hotel en Carnegie Hall in New York. De Amerikanen gaven haar de bijnaam "Sunshine girl". Ze verbleef meer dan twintig jaar in de Verenigde Staten waar ze meer dan twintig keer te gast was in de Ed Sullivan Show, een record voor een Franse artiest. Ook trad ze op in het Midden-Oosten, Hongkong en elders. In de vroege jaren 70 van de twintigste eeuw toerde ze door Japan en Zweden. In de vroege jaren 50 van de twintigste eeuw was ze ook beroemd als actrice, en speelde ze in French Cancan van Jean Renoir. Sindsdien verscheen ze constant in films en op tv. Ze was een van de iconen van het naoorlogse Franse chanson. Ze zong met een volle stem en een typisch Parijs' accent.
Patachou werd in 2009 onderscheiden door de Franse regering met een benoeming in het Legioen van Eer. Zij overleed in 2015 op 96-jarige leeftijd.
- Biblioteca Nacional de España: XX1024451
- Bibliothèque nationale de France: cb138982876 (data)
- Gemeinsame Normdatei: 1061391566
- International Standard Name Identifier: 0000 0000 7976 1566
- Library of Congress Control Number: n91065127
- MusicBrainz: 234b028c-69d7-4f03-9348-ecc56667a033
- Nationale Bibliotheek van Israël: 987007319514905171
- Nationale Bibliotheek van Polen: a0000003011415
- Nederlandse Thesaurus van Auteursnamen: 100261302
- Réseau des bibliothèques de Suisse occidentale: 02-A005493853
- SNAC: w6252kqc
- Système universitaire de documentation: 06376489X
- Virtual International Authority File: 59270534
- WorldCat: E39PBJjXmQKXPk6F7FGMQDw9jC